# Grafmonument van Klaas Ris
Het grafmonument van Klaas Ris op begraafplaats De Nieuwe Ooster in de Nederlandse stad Amsterdam is een rijksmonument.

## Achtergrond
Klaas Ris (1821-1902) was voorman van de Amsterdamse arbeidersbeweging. Er werd na zijn overlijden geld ingezameld door Amsterdamse socialisten om een graf op de Nieuwe Ooster aan te kopen, waarop een grafmonument werd geplaatst van de firma Van Tetterode. Op 1 mei 1902 werd het onthuld in bijzijn van de familie. Het graf werd in 1950 door de PvdA aangekocht om voor het nageslacht te bewaren.

## Beschrijving
Het monument is van rood zandsteen, op een sokkel staat een ingezwenkte steen, waarin in hoogreliëf het omkranste portret van Ris is aangebracht. De sokkel wordt bekroond door een brandende toorts. De omheining van het graf bestaat uit natuurstenen pijlers met ezelsrug-afdekking en eenvoudige kettingen.

## Waardering
Het grafmonument (klasse 3, vak 17, nr. 268) werd in 2004 in het Monumentenregister opgenomen vanwege het "algemeen belang wegens cultuur-, sociaal- en funerair-historische waarde."